# Decatur (Tennessee)
Decatur è una città ed è il capoluogo della contea di Meigs nel Tennessee, negli Stati Uniti. La popolazione era di 1 598 abitanti al censimento del 2010.

## Geografia fisica
Secondo l'Ufficio del censimento degli Stati Uniti, ha una superficie totale di 3,00 mi² (7,77 km²).

## Storia
Decatur è stata fondata nel maggio del 1836 come capoluogo della contea di Meigs, che era stata istituita nello stesso anno. I primi 50 acri (0,20 km²) dei terreni della città furono donati da James Lillard e Leonard Brooks. Decatur prende il nome da Stephen Decatur, un ufficiale dell'esercito navale statunitense vissuto nel XIX secolo che aveva combattuto nella prima guerra barbaresca, nella seconda guerra barbaresca e nella guerra anglo-americana.

## Società

### Evoluzione demografica
Secondo il censimento del 2010, la popolazione era di 1 598 abitanti.